# Josefina Ramis Rigo
Josefina Ramis Rigo (Binisalem, Baleares, 1971) es una política española, actual consejera de Deportes, Juventud e Igualdad del Consejo Insular de Mallorca por el PSOE desde 2007.
Es licenciada en Filosofía por la Universidad Autónoma de Barcelona y está especializada en educación de personas adultas en la Universidad de las Islas Baleares, y actualmente es profesora de Filosofía y Cultura Clásica en el colegio Sant Agustí (Palma). Es vicepresidenta del Instituto Mallorquín de Asuntos Sociales (IMAS) y dirige programas de intervención con jóvenes en ocio i tiempo libre en el Instituto de Trabajo Social y Servicios Sociales (INTRESS).
En 1998 trabajó en el Programa Europeo Youthstart, proyecto dirigido por el GREC.